# Red Dirt Rangers
Die Red Dirt Rangers sind eine US-amerikanische Countryband aus Stillwater, Oklahoma.

## Geschichte
Die Red Dirt Rangers wurden im Jahr 1989 in Stillwater, dem Zentrum der Red-Dirt-Musikszene, gegründet. Den Kern der Gruppe bilden seitdem Ben Han (von Borneo), John Cooper (* 1958, aus Oklahoma City) und Bradley Piccolo (* 1961, aus Stillwater).
Der Rest der Besetzung hat sich mehrfach geändert. Beim Debütalbum Cimarron Soul, das im Jahr 1991 als Cassette erschien, wurden Han, Cooper und Piccolo unterstützt durch Dave Clark, Charlie Peadon, K. C. Moon, Scotty Buxton, Bob Wiles und Alan Crider. Die beiden Akkordeonspieler Moon und Peadan verließen die Band, bevor in Tulsa das zweite Album Red Dirt aufgezeichnet wurde. Dessen Veröffentlichung erfolgte 1993 auf CD. Für das dritte Album Oklahoma Territory, das 1997 erschien, stieß Benny Craig (Fiddle und Pedal-Steel-Gitarre) zur Band. Produziert wurde es von Lloyd Maines, zudem wirkte Bob Childers bei mehreren Liedern als Songwriter mit. Auch Ranger's Command (1999), auf dem eine Coverversion von dem Prince-Song 1999 zu hören ist, wurde von Maines produziert, während Steve Ripley das 2002er Album Starin' Down the Sun verantwortlich zeichnete.
Am 26. Juni 2004 überlebten Cooper, Piccolo und Han einen Helikopter-Unfall nahe Cushing, bei dem zwei Personen getötet wurden. Vollständig genesen veröffentlichten die Musiker 2007 ihr fünftes Album Ranger Motel, auf dem neben den ursprünglichen Mitgliedern erstmals auch Randy Crouch und Don Morris als Bandmitglieder aufgeführt waren.
Als Vorbilder geben die Musiker Interpreten wie Bob Dylan, die Rolling Stones und Woody Guthrie an, deren Songs sie regelmäßig covern. Sie spielen einen für die Red Dirt-Szene typischen Mix aus verschiedenen Genres wie Folk, Country, Rock, Gospel, Blues, Tex-Mex und Cajun.

## Engagement
Die Red Dirt Rangers engagieren sich für ein gerechteres Gesundheitssystem und einen besseren Zugang zu Krankenversicherungen. Zudem haben sie einen Fonds gegründet, der Musiker aus Oklahoma bei gesundheitlichen Problemen finanziell unterstützen soll.

## Bandmitglieder

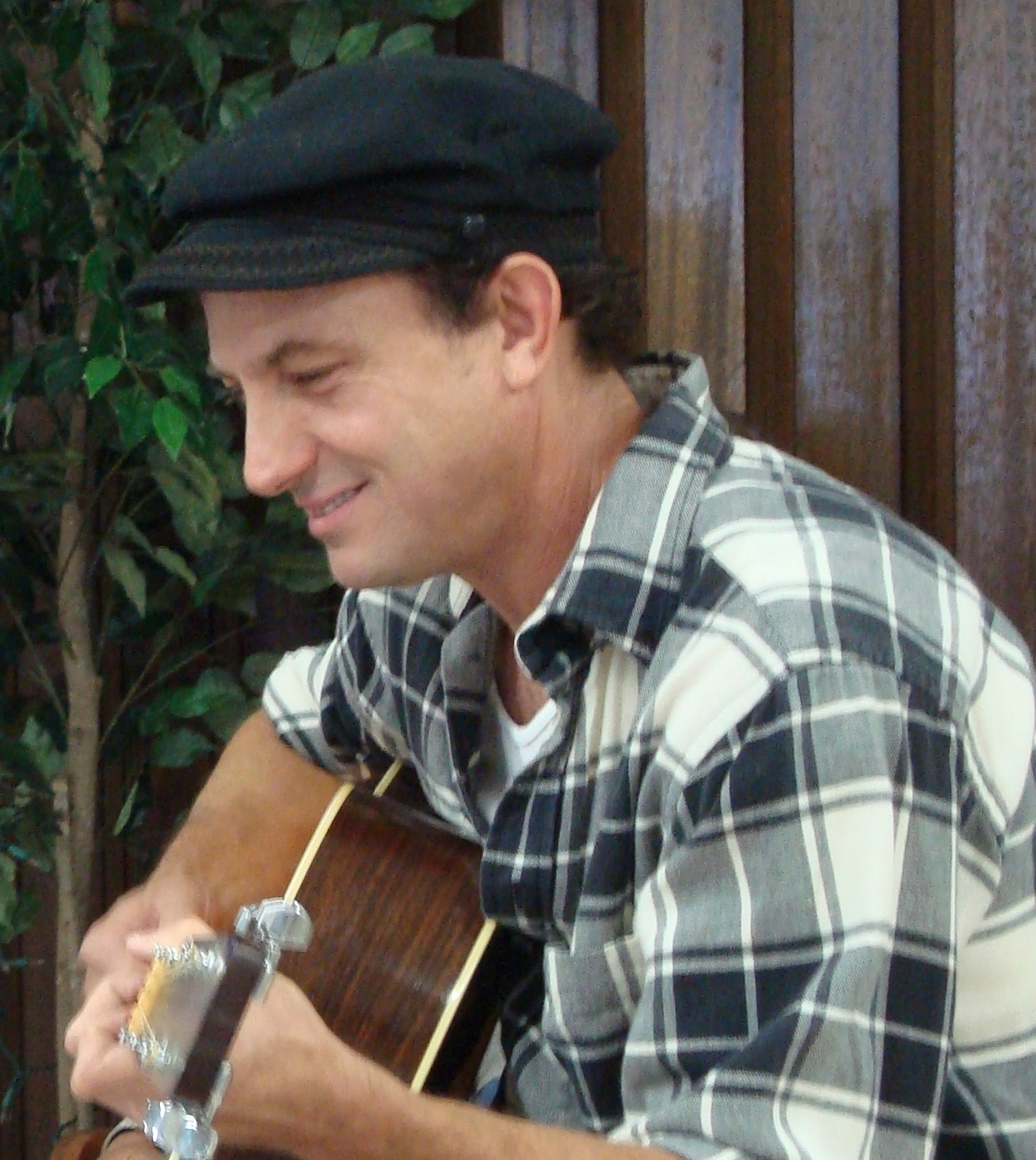
Bradley Piccolo (2008)
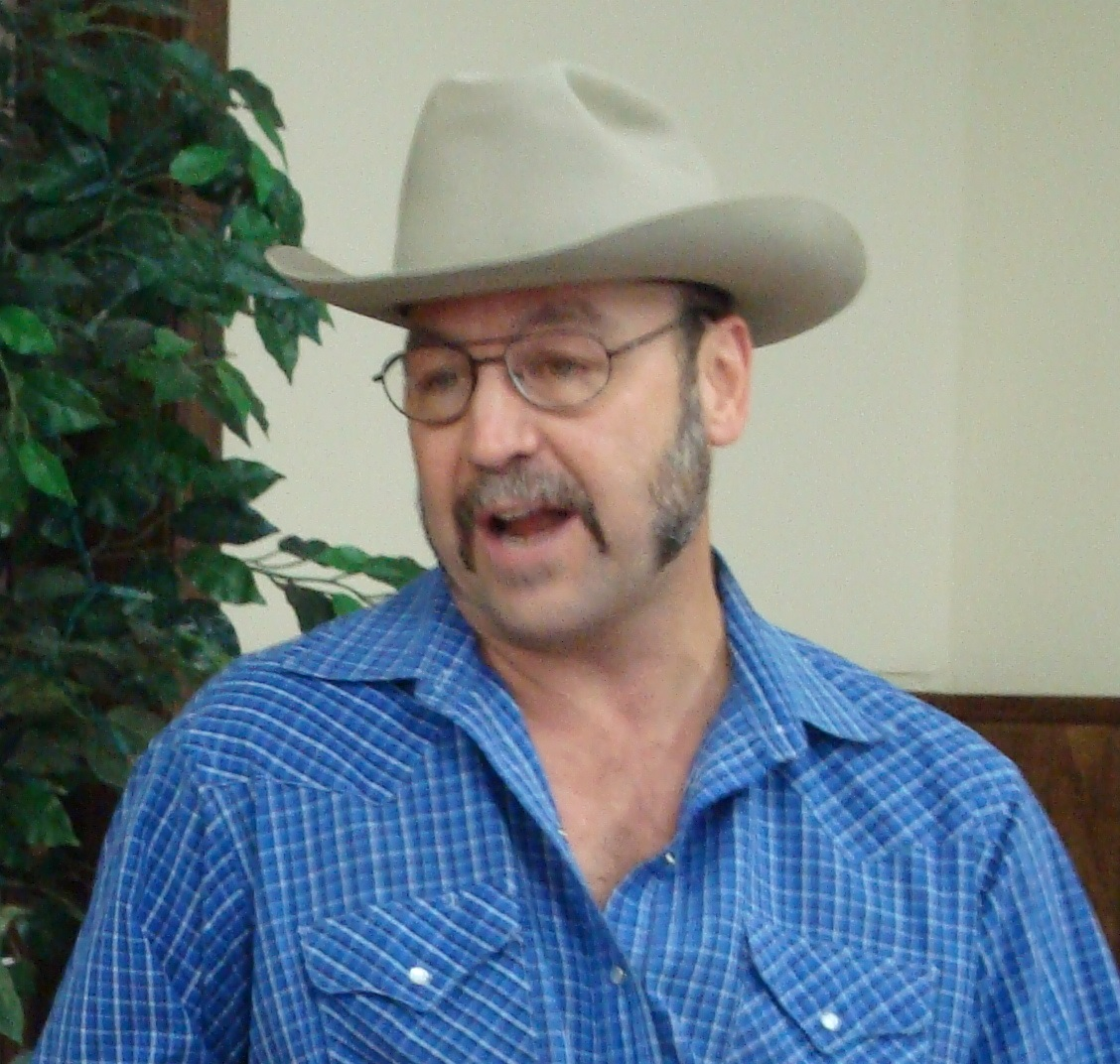
John Cooper (2008)

## Diskografie
- 1991: Cimarron Soul
- 1993: Red Dirt
- 1997: Oklahoma Territory
- 1999: Ranger's Command
- 2000: Blue Shoe
- 2002: Starin' Down the Sun
- 2003: Blue Shoe: Music for Kids of All Ages
- 2007: Ranger Motel
- 2013: Lone Chimney
- 2018: Blue Door Nights